# 研ナオコ ベスト
『研ナオコ ベスト』（けんナオコ・ベスト）は、1987年5月21日に発売された研ナオコの12枚目のベストアルバム。発売元はポニー（現・ポニーキャニオン）。

## 概要
1987年5月21日にポニー（現・ポニーキャニオン）から『研ナオコ best』のタイトルで、CDのみのベストアルバムとして発売された。
同年の12月5日にポニーキャニオンから『研ナオコ BEST』のタイトルで、アルバムジャケットと曲目を変更され再発売された。

## 批評

### 研ナオコ best
『CDジャーナル』は、「ハートブレイク物語が研ナオコに似合っている。醒めたところがありながら、それでいてホレてしまう女心ってやつは、実は中年男の助平心でもありそう。女の可愛いさが伝わってくるナオコの歌に中年男は泣いてしまうのでは。せつなさになれているから。」と批評した。

### 研ナオコ BEST
『CDジャーナル』は、「クールなあきらめが漂う、それでいてじとじとしていない空気はやはり独特。『夏ざかりほの字組』のトシちゃんとのデュエットでナチュラルな笑顔を見せるのは御愛敬ってとこか。」と批評した。

## 収録曲

### 研ナオコ best
1. 雨の日の映画館
作詞:秋元康、作曲:鈴木キサブロー、編曲:船山基紀
2. Tokyo見返り美人
作詞:阿木燿子、作曲:宇崎竜童、編曲:清水信之
3. 帰愁
作詞・作曲：松任谷由実、編曲：鷺巣詩郎
4. 六本木レイン
作詞:売野雅勇、作曲:吉田拓郎、編曲:船山基紀
5. 泣かせて
作詞・作曲:小椋佳、編曲:奥慶一
6. ボサノバ
作詞・作曲:福島邦子、編曲:若草恵
7. 窓ガラス
作詞・作曲:中島みゆき、編曲:クニ河内
8. あばよ
作詞・作曲:中島みゆき、編曲:クニ河内
9. 夏をあきらめて
作詞・作曲:桑田佳祐、編曲:若草恵
10. Lonely Way
作詞:研ナオコ、作曲:南佳孝、編曲:井上鑑
11. 名画座
作詞:大津あきら、作曲:佐藤隆、編曲：船山基紀
12. ひとりぽっちで踊らせて
作詞・作曲:中島みゆき、編曲:石川鷹彦
13. かもめはかもめ
作詞・作曲:中島みゆき、編曲:若草恵
14. 強がりはよせよ
作詞・作曲:中島みゆき、編曲:クニ河内
15. LA-LA-LA
作詞・作曲:中島みゆき、編曲:クニ河内
16. 愚図
作詞:阿木燿子、作曲:宇崎竜童、編曲:竜崎孝路

### 研ナオコ BEST
1. 裏窓トワイライト
作詞:売野雅勇、作曲:福島邦子、編曲:中村哲
2. 雨の日の映画館
3. 泣かせて
4. 夏をあきらめて
5. ボサノバ
6. 夏ざかりほの字組
作詞:阿久悠、作曲:筒美京平、編曲:新川博
7. 六本木レイン
8. Tokyo見返り美人
9. ひとりぽっちで踊らせて
10. 強がりはよせよ
11. 窓ガラス
12. LA-LA-LA
13. ふられた気分
作詞・作曲:中島みゆき、編曲:クニ河内
14. みにくいあひるの子
作詞・作曲:中島みゆき、編曲:クニ河内
15. あばよ
16. かもめはかもめ